# イムピップ
イムピップ（英語: Immepip）は、ヒスタミンH3受容体のアゴニストである。